# Ronde van Italië 2020/Twintigste etappe
De twintigste etappe van de Ronde van Italië 2020 werd verreden op 24 oktober tussen Alba en Sestriere. Oorspronkelijk zou de etappe over Frans grondgebied gaan, maar door de Franse autoriteiten werd dat verboden.
| Alba – Sestriere (181,0 km) |                    |                       |          |
| Plaats                      | Naam               | Ploeg                 | Tijd     |
| 1                           | Tao Geoghegan Hart | Team INEOS Grenadiers | 4u52'45" |
| 2                           | Jai Hindley        | Team Sunweb           | z.t.     |
| 3                           | Rohan Dennis       | Team INEOS Grenadiers | + 25"    |
| 4                           | João Almeida       | Deceuninck–Quick-Step | + 1'01"  |
| 5                           | Andrea Vendrame    | AG2R La Mondiale      | + 1'34"  |
| 6                           | Einer Rubio        | Movistar Team         | + 1'35"  |
| 7                           | Peio Bilbao        | Bahrain McLaren       | z.t.     |
| 8                           | Wilco Kelderman    | Team Sunweb           | z.t.     |
| 9                           | Attila Valter      | CCC Team              | + 1'48"  |
| 10                          | James Knox         | Deceuninck–Quick-Step | + 2'00"  |
|                             |                    |                       |          |
| 14                          | Pieter Serry       | Deceuninck–Quick-Step | + 2'25"  |

| Algemeen klassement |                     |                       |            |
| Plaats              | Naam                | Ploeg                 | Tijd       |
| Roze trui           | Jai Hindley         | Team Sunweb           | 85u22'07"  |
| 2                   | Tao Geoghegan Hart  | Team INEOS Grenadiers | z.t.       |
| 3                   | Wilco Kelderman     | Team Sunweb           | + 1'32"    |
| 4                   | Peio Bilbao         | Bahrain McLaren       | + 2'51"    |
| 5                   | João Almeida        | Deceuninck–Quick-Step | + 3'14"    |
| 6                   | Jakob Fuglsang      | Astana Pro Team       | + 6'32"    |
| 7                   | Vincenzo Nibali     | Trek-Segafredo        | + 7'46"    |
| 8                   | Patrick Konrad      | BORA-hansgrohe        | + 8'05"    |
| 9                   | Fausto Masnada      | Deceuninck–Quick-Step | + 9'24"    |
| 10                  | Hermann Pernsteiner | Bahrain McLaren       | + 10'08"   |
|                     |                     |                       |            |
| 28                  | Pieter Serry        | Deceuninck–Quick-Step | + 1u30'00" |

## Opgaves
1e etappe ·
2e etappe ·
3e etappe ·
4e etappe ·
5e etappe ·
6e etappe ·
7e etappe ·
8e etappe ·
9e etappe ·
10e etappe ·
11e etappe ·
12e etappe ·
13e etappe ·
14e etappe ·
15e etappe ·
16e etappe ·
17e etappe ·
18e etappe ·
19e etappe ·
20e etappe ·
21e etappe
Startlijst · Eindstanden · Afbeeldingen